# Wakefieldite-(Y)
La wakefieldite-(Y) è un minerale.